# Peretchyn
Peretchyn (en ruthène et en ukrainien : Перечин) ou Peretchine (en russe : Перечин ; en slovaque : Perečín ; en hongrois : Perecseny) est une ville de l'oblast de Transcarpatie, en Ukraine. Sa population s'élève à 6 737 habitants en 2016.

## Géographie
Peretchyn est située près de la frontière slovaque, au point de confluence des rivières Ouj et Touria, dans les Carpates. Elle se trouve à 19 km au nord-est d'Oujhorod et à 612 km à l'ouest-sud-ouest de Kiev.

## Histoire
Peretchyn est mentionnée pour la première fois en 1427. Jusqu'en 1918, puis de 1939 à 1945, elle appartient à la Hongrie — comitat de Ung. De 1918 à 1939, elle appartient à la Tchécoslovaquie sous le nom de Perečany. Après la Seconde Guerre mondiale, elle est annexée par l'Union soviétique et rattachée à la République socialiste soviétique d'Ukraine.
De 1990 à 2004, Peretchyn a le statut de commune urbaine. Elle reçoit le statut de ville le 4 mars 2004.

## Population
Recensements (*) ou estimations de la population :
| 1959* | 1970* | 1979* | 1989* | 2001* | 2010  |
| ----- | ----- | ----- | ----- | ----- | ----- |
| 3 923 | 5 481 | 6 458 | 7 200 | 7 083 | 6 718 |

| 2011  | 2012  | 2013  | 2014  | 2015  | 2016  |
| ----- | ----- | ----- | ----- | ----- | ----- |
| 6 705 | 6 706 | 6 716 | 6 720 | 6 745 | 6 737 |

## Transports
Peretchyn se trouve à 25 km d'Oujhorod par le chemin de fer comme par la route.